# Římskokatolická farnost Chotětov
Římskokatolická farnost Chotětov (lat. Chotietovium) je církevní správní jednotka sdružující římské katolíky na území městyse Chotětov a v jeho okolí. Organizačně spadá do mladoboleslavského vikariátu, který je jedním z 10 vikariátů litoměřické diecéze. Centrem farnosti je kostel svatého Prokopa v Chotětově.

## Historie farnosti
Existence středověké farnosti (plebánie) je v místě doložena již v roce 1369. Matriky jsou zachovány od roku 1651. Od 2. poloviny 20. století byla farnost spravována excurrendo z jiných farností v rámci farního obvodu (kolatury), většinou z farnosti – arciděkanství Mladá Boleslav.

### Duchovní správcové vedoucí farnost
Začátek působnosti jmenovaného v duchovní správě farnosti od:
- 1. 10. 2005 Józef Szeliga, admin. exc. z farnosti – arciděkanství Mladá Boleslav
- 15. 4. 2010 Pavol Poláček, admin. exc. z farnosti – arciděkanství Mladá Boleslav[5]

Kromě kněží stojících v čele farnosti, působili ve farnosti v průběhu její historie i jiní kněží. Většinou pracovali jako farní vikáři, kaplani, katecheté, výpomocní duchovní aj.

## Území farnosti
Do farnosti náleží území obce:
- Chotětov (Kuttenthal,[3] Kuttental[6])[p 1]
- Sušno (Suschno[6])[p 1]

## Římskokatolické sakrální stavby a místa kultu na území farnosti
| | Fotografie     | Stavba                         | Místo          | Bohoslužby                      | Zeměpisné souřadnice                                         | Status                     | Číslo kulturní památky                       |
| Kostel a kaple | Kostel a kaple | Kostel a kaple                 | Kostel a kaple | Kostel a kaple                  | Kostel a kaple                                               | Kostel a kaple             | Kostel a kaple                               |
| --- | -------------- | ------------------------------ | -------------- | ------------------------------- | ------------------------------------------------------------ | -------------------------- | -------------------------------------------- |
| 1. |                | Kostel sv. Prokopa             | Chotětov       | bližší informace o bohoslužbách | jižní strana návsi 50°20′12″ s. š., 14°48′4″ v. d.           | farní kostel               | 34343/2-1569 (Pk•MIS•Sez•Obr•WD) (Q24352658) |
| 2. |                | Kaple Panny Marie              | Sušno          | bližší informace o bohoslužbách | 50°19′55″ s. š., 14°44′55″ v. d.                             | kaple                      | 34343/2-1569 (Pk•MIS•Sez•Obr•WD) (Q24352658) |
| Fara |                |                                |                |                                 |                                                              |                            |                                              |
| 3. |                | Fara                           | Chotětov       | bohoslužby příležitostně        | Palackého 22 50°20′10″ s. š., 14°48′6″ v. d.                 | bývalé sídlo farního úřadu | 28906/2-3594 (Pk•MIS•Sez•Obr•WD) (Q33322499) |
| Sochy, výklenkové kaple a Boží muka |                |                                |                |                                 |                                                              |                            |                                              |
| 4. |                | Socha sv. Jana Nepomuckého     | Chotětov       | bohoslužby příležitostně        | jižní část návsi při kostele 50°20′13″ s. š., 14°48′5″ v. d. | socha                      | 37722/2-1573 (Pk•MIS•Sez•Obr•WD) (Q37160166) |
| 5. |                | Sousoší Korunování Panny Marie | Chotětov       | bohoslužby příležitostně        | severní část návsi 50°20′16″ s. š., 14°48′4″ v. d.           | sousoší                    | 36798/2-1572 (Pk•MIS•Sez•Obr•WD) (Q37160145) |
| 6. |                | Výklenková kaple sv. Prokopa   | Chotětov       | bohoslužby příležitostně        | západně od návsi, při čp. 18 50°20′11″ s. š., 14°48′ v. d.   | výklenková kaple           | 20736/2-1570 (Pk•MIS•Sez•Obr•WD) (Q37160124) |
| 7. |                | Boží muka                      | Chotětov       | bohoslužby příležitostně        | severní okraj vsi 50°20′26″ s. š., 14°48′10″ v. d.           | Boží muka                  | 14244/2-1574 (Pk•MIS•Sez•Obr•WD) (Q37160184) |
| Hřbitovy |                |                                |                |                                 |                                                              |                            |                                              |
| 8. |                | Hřbitov                        | Chotětov       | bohoslužby příležitostně        | kolem kostela sv. Prokopa 50°20′12″ s. š., 14°48′4″ v. d.    | farní hřbitov              | —                                            |
| 8. |                | Hřbitov                        | Chotětov       | bohoslužby příležitostně        | Chotětovská ul., směr Bezno 50°20′33″ s. š., 14°48′10″ v. d. | obecní hřbitov             | —                                            |
| Některé drobné sakrální stavby a pamětihodnosti lze dohledat zde v databázi Drobné sakrální památky Zaniklé sakrální stavby lze dohledat zde v databázi Poškozené a zničené kostely, kaple a synagogy v České republice |                |                                |                |                                 |                                                              |                            |                                              |

Ve farnosti se mohou nacházet i další drobné sakrální stavby, místa římskokatolického kultu a pamětihodnosti, které neobsahuje tato tabulka.